# Lihue (Hawaii)
Lihue település az Amerikai Egyesült Államok Hawaii államában, Kauai megyében, melynek megyeszékhelye is. Lakosainak száma 8004 fő (2020. április 1.).

## Közlekedés

### Légi
Nemzetközi repülőtere a Lihuei repülőtér.

## Népesség
A település népességének változása:

| 2010 | 6 455 |
| 2020 | 8 004 |